# Max Simon (Politiker, 1919)
Max Simon (* 9. September 1919 in Marbach; † 7. April 2009) war ein deutscher Parteifunktionär der DDR-Blockpartei NDPD. Er war von 1958 bis 1963 Abgeordneter der Volkskammer der DDR.

## Leben
Simon, Sohn eines Arbeiters, wurde in Marbach im Kreis Chemnitz geboren. Er besuchte die Volks- und Berufsschule in Rötha. Von 1934 bis 1936 und von 1940 bis 1941 arbeitete er als Verwaltungsangestellter. Simon trat 1941 in die NSDAP ein. Während des Zweiten Weltkriegs leistete er Kriegsdienst und geriet als Offizier in sowjetische Kriegsgefangenschaft.
Nach seiner Rückkehr 1949 in die Sowjetische Besatzungszone war er als Buchhalter tätig. Er wurde 1949 Mitglied des FDGB und nahm von 1949 bis 1951 an einem Lehrgang für Bilanzbuchhalter der volkseigenen Wirtschaft an der Volkshochschule Leipzig teil. Am 1. September 1950 wurde Simon Mitglied der NDP (später umbenannt in NDPD) und besuchte 1951 die Landesparteischule der NDP. Von 1952 bis 1954 war er als Oberbuchhalter in der Leipziger Niederlassung der Deutschen Handelszentrale (DHZ) Haushaltschemie beschäftigt. Von 1953 bis 1954 war er Stadtverordneter und Mitglied des Rates der Stadt Leipzig und von 1954 bis 1958 Mitglied des Bezirkstages Leipzig. Ab 1954 wirkte er als Direktor der Industrie- und Handelskammer des Bezirkes Leipzig. 
Die NDPD vertrat er als Abgeordneter von 1958 bis 1963 in der 3. Wahlperiode der Volkskammer. Er war Mitglied des Wirtschaftsausschusses. Am 31. Juli 1963 wurde seine Mandatsniederlegung bekanntgegeben. Ab 1958 war er Mitglied des Bezirksvorstandes der NDPD im Bezirk Leipzig.

## Auszeichnungen
- 1952 Aktivist
- 1952 und 1958 Medaille für ausgezeichnete Leistungen
- 1958 Ehrennadel der Nationalen Front